# Bernd Senf
Bernd Willfried Senf (* 25. Februar 1944 in Bad Elster) ist ein deutscher emeritierter Professor für Volkswirtschaftslehre. Von 1973 bis 2009 lehrte er an der Hochschule für Wirtschaft und Recht Berlin. Er vertritt Alternativen zur herrschenden Geldtheorie und die Erneuerung von Elementen der Psychologie Wilhelm Reichs.

## Leben
Bernd Senf wuchs als Sohn von Willy Senf und seiner Frau Feodora geb. Richter in Leipzig auf. Die Familie siedelte 1950 von Leipzig nach Bad Godesberg über. 1951 bis 1954 besuchte er dort die Volksschule Rheinallee, danach bis 1962 das Gymnasium.
Er studierte von 1963 bis 1967 Volkswirtschaftslehre an der Universität Bonn, wo er sich zunächst für Physik immatrikuliert, das Studienfach aber schon im ersten Semester gewechselt hatte. Von 1967 bis 1972 war er wissenschaftlicher Assistent an der Fakultät für Wirtschaftswissenschaft am Institut für Finanzwissenschaft der Technischen Universität Berlin. 1972 wurde er an der Freien Universität Berlin mit einer Dissertation zum Thema „Wirtschaftliche Rationalität, gesellschaftliche Irrationalität: die ‚Verdrängung‘ gesellschaftlicher Aspekte durch die bürgerliche Ökonomie“ promoviert.
1973 wurde er Dozent und später Professor an der 1971 gegründeten Berliner Fachhochschule für Wirtschaft (FHW), die 2009, dem Jahr von Senfs Ausscheiden, in die Hochschule für Wirtschaft und Recht Berlin (HWR) integriert wurde.

## Positionen

### Reform des Geldsystems
Senf kritisiert das Geldsystem, dabei besonders das Zinssystem, das seiner Ansicht nach für ein exponentielles Geldmengenwachstum sorgt. Niemand hinterfrage, ob dies dauerhaft möglich sei. Die Gesamtheit aller Unternehmen stünden aufgrund der Zinseszins-Effekte unter Wachstumszwang, um Schuld und Schuld-Zins zu bedienen. In der Konsequenz wachse die Verschuldung ebenfalls exponentiell und damit die Zinslasten, die vom Sozialprodukt aufgebracht werden müssten, was so lange gut gehe, wie das Sozialprodukt mit der Rate des Kreditzinses wachse.
Des Weiteren hält er die freie Geldschöpfung aufgrund des Geldschöpfungsmultiplikators für problematisch, da hier keine Einlagen zugrunde lägen. Die Geldpolitik mit Geldschöpfung und Geldmengensteuerung gehöre in die demokratisch legitimierte Öffentliche Hand, wie dies auch Joseph Huber und James Robertson vertreten. Die Zentralbank solle öffentlich, aber in relativer Unabhängigkeit von der Regierung sein. Als „Monetative“ müsse sie die vierte Säule neben Exekutive, Legislative und Judikative im Sinne der Gewaltenteilung bilden.
Anlässlich der Finanzkrise ab 2007 werden aus seiner Sicht nur Symptome kuriert, was in eine Hyperinflation führen könne. Alternativen sieht er im zinskritischen Konzept Silvio Gesells von umlaufgesichertem Geld.
In seiner Forderung nach einer Post-autistischen Ökonomie kritisiert er, dass Kritik am Finanz- und Bankensystem häufig tabuisiert werde. Man verurteile Argumente der Kritiker des Finanzsystems vorschnell und unterbinde damit eine aus seiner Sicht dringend notwendige öffentliche Diskussion um das Finanzsystem.

### Senf und Wilhelm Reich
Schon der (Unter-)Titel seiner Dissertation deutet in dem Ausdruck Verdrängung darauf hin, dass Senf die Psychoanalyse für eine wichtige Ergänzung einer – damals von ihm weitgehend von Karl Marx übernommenen – umfassenden Gesellschaftstheorie hielt. Er befasste sich dabei vornehmlich mit den Lehren Wilhelm Reichs, der in den Jahren um 1930 als wichtigster Freudomarxist galt und durch die 68er-Bewegung wiederentdeckt wurde. Senf war damals einer der wenigen, die die Entwicklung von Wilhelm Reich zu der vom Mainstream weit entfernten Orgonforschung ernst nahmen, nachdem Reich 1933 aus der KPD und 1934 aus der Internationalen Psychoanalytischen Vereinigung ausgeschlossen worden war. Senf publizierte dazu 1976 mehrere Aufsätze in den von Bernd A. Laska herausgegebenen Wilhelm-Reich-Blättern, der Zeitschrift einer informellen Studiengruppe, verteidigte aber auch den frühen, marxistischen Reich (bzw. Marx selbst als Ökonomen) gegen Laskas Vorschlag, die Freiwirtschaftslehre Silvio Gesells für eine reichianische Ökonomie in Betracht zu ziehen. Senf forderte, dass das vorgeschlagene Projekt zu einer reichianischen Ökonomie „in dieser metaphysischen, unmaterialistischen Konzeption gestrichen werden muss.“
Gut ein Jahrzehnt später begann Senf, die ökonomische Theorie Gesells zu studieren und hochzuschätzen. Nach der Kontroverse mit Laska gründete er 1979 in Berlin eine „Wilhelm-Reich-Initiative“ sowie deren ab 1980 in Jahrbuchform erscheinende Zeitschrift emotion. Seitdem hielt er in jedem Semester in den Räumen der Hochschule für Wirtschaft und Recht eine Vorlesungsreihe über Wilhelm Reichs Werk.

## Rezeption
Bernd Senf gilt als hervorragender Didaktiker in der Vermittlung seiner volkswirtschaftlichen Konzepte und Kritik. Nach der Bankenkrise 2008 nahm das Interesse an seiner Kritik des Finanzsystems zu.

## Schriften
- (mit Dieter Timmermann): Denken in gesamtwirtschaftlichen Zusammenhängen. Eine kritische Einführung. 3 Bände. Dürr, Bonn-Bad Godesberg 1971
- Wirtschaftliche Rationalität – gesellschaftliche Irrationalität. Die „Verdrängung“ gesellschaftlicher Aspekte durch die bürgerliche Ökonomie. Dissertation. Berlin 1972
- Politische Ökonomie des Kapitalismus. Eine didaktisch orientierte Einführung in die marxistische politische Ökonomie. 2 Bände. Mehrwert, Berlin 1978, ISBN 3-921506-17-4, ISBN 3-921506-18-2
- (mit Peter Brödner und Detlef Krüger): Der programmierte Kopf. Eine Sozialgeschichte der Datenverarbeitung. Wagenbach, Berlin 1981, ISBN 3-8031-2082-9
- Einführung in die Orgon-Forschung Wilhelm Reichs. Institut für Ökologische Zukunftsperspektiven, Barsinghausen 1989; Neuausgabe ebd. 2000, ISBN 3-89799-050-4
- Der Nebel um das Geld. Zinsproblematik – Währungssysteme – Wirtschaftskrisen. Ein AufklArungsbuch. Gauke Verlag, Lütjenburg 1996, ISBN 3-87998-435-2; 5. überarbeitete Auflage ebd. 1998, ISBN 3-87998-435-2 (Kap. 7: Die Problematik des Zinssystems; PDF)
- Die Wiederentdeckung des Lebendigen. Zweitausendeins, Frankfurt 1996, ISBN 3-86150-163-5; Omega, Aachen 2003, ISBN 3-930243-28-8 (Einführung; PDF, Kap. 4.1.7: Ist die Erde bioenergetisch krank?; PDF, Kap. 5: Die historische Verschüttung des Lebendigen; PDF)
- (mit James DeMeo als Hrsg.): Nach Reich: Neue Forschungen zur Orgonomie. Sexualökonomie. Die Entdeckung der Orgonenergie. Zweitausendeins, Frankfurt 1997, ISBN 3-86150-239-9
  - darin: Kurzer Leitfaden durch das Gesamtwerk Wilhelm Reichs (PDF), Die Forschungen Wilhelm Reichs (I) (PDF; 245 kB), Wilhelm Reich – Entdecker der Akupunkturenergie? (275 kB)
- Die blinden Flecken der Ökonomie. Wirtschaftstheorien in der Krise. dtv, München 2001, ISBN 3-423-36240-5; ab der 4. Auflage im Verlag für Sozialökonomie, Kiel 2007, ISBN 978-3-87998-452-7 (Inhaltsverzeichnis, Buchbesprechungen und ergänzende Aufsätze als PDF)
- Der Tanz um den Gewinn. Von der Besinnungslosigkeit zur Besinnung der Ökonomie. Verlag für Sozialökonomie, Lütjenburg 2004, ISBN 3-87998-448-4 (Der Tanz um den Gewinn; PDF, Fließendes Geld und Heilung des sozialen Organismus; PDF)